# Pulheim
Pulheim er en by i Tyskland i delstaten Nordrhein-Westfalen med cirka 55.000 indbyggere. Byen ligger i kreisen Rhein-Erft-Kreis.
Under kommunereformen i 1975 blev flere tidligere selvstændige kommuner indlemmet i Pulheim, som fik byrettigheder i 1981.